# Взрывы в Приднестровье (2022)
Взрывы в Приднестровье — серия из пяти инцидентов в непризнанной Приднестровской Молдавской Республике, произошедших в период с 25 по 27 апреля, а также 6 мая 2022 года. Инциденты произошли на фоне обострения ситуации вокруг Приднестровья во время российского вторжения на Украину.

## Хронология событий

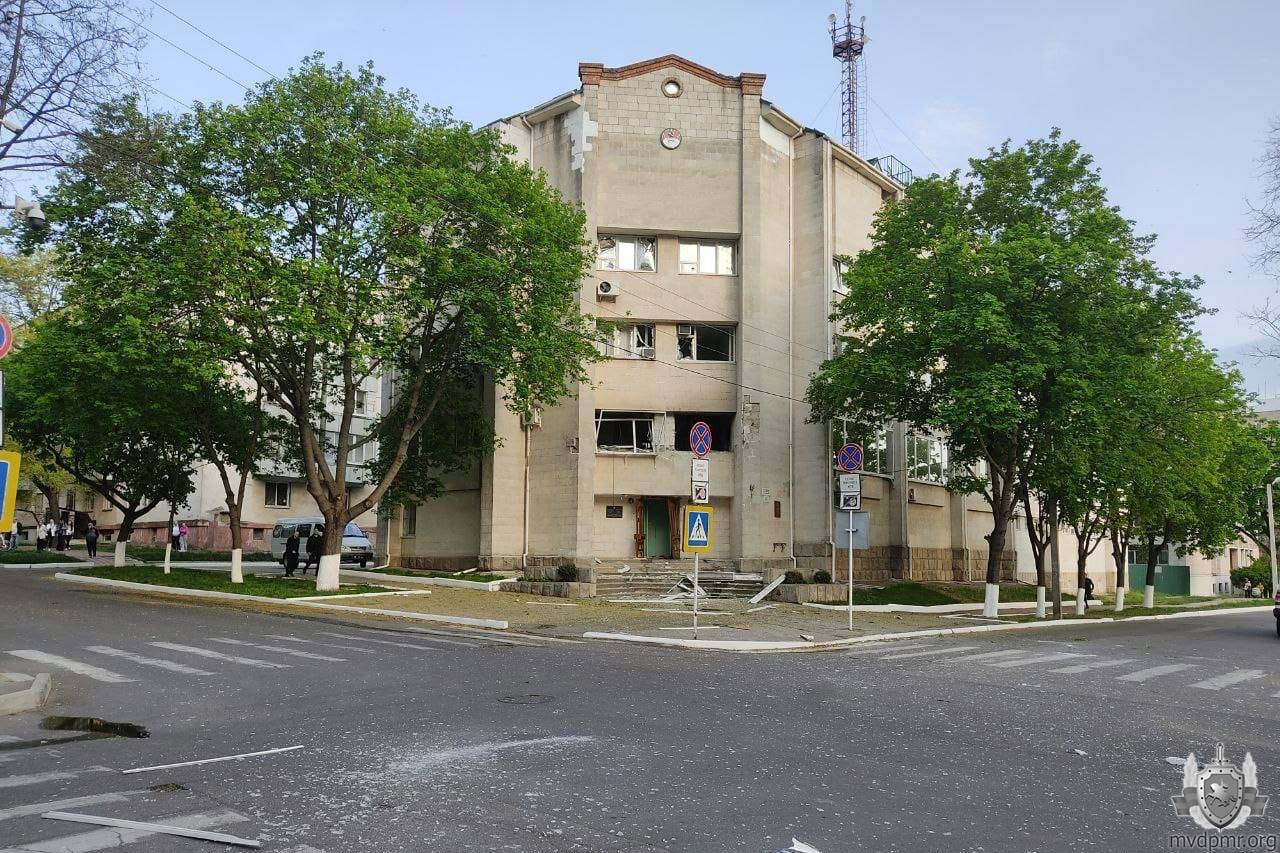
Здание центрального аппарата МГБ ПМР после обстрела 25 апреля 2022 года

Первые взрывы прогремели 25 апреля в здании министерства государственной безопасности в Тирасполе. Местная милиция блокировала улицы и проинструктировала горожан не приближаться к зданию. Согласно предварительным отчётам, взрывы были результатом выстрелов из гранатомётов РПГ-18 и РПГ-27. Последний состоит на вооружении армий Приднестровья, России, Габона и Иордании, что, по мнению института Роберта Лансинга, бросает подозрение на первых двух.
В 23:30 того же дня аэропорт Тирасполя был атакован с воздуха, по предварительной информации, дронами. На авиабазе прогремело два взрыва. Были повреждены окна и крыша грузовика ЗИЛ-131. Согласно отчётам, в тот же день воинская часть ПМР была атакована в районе села Парканы.

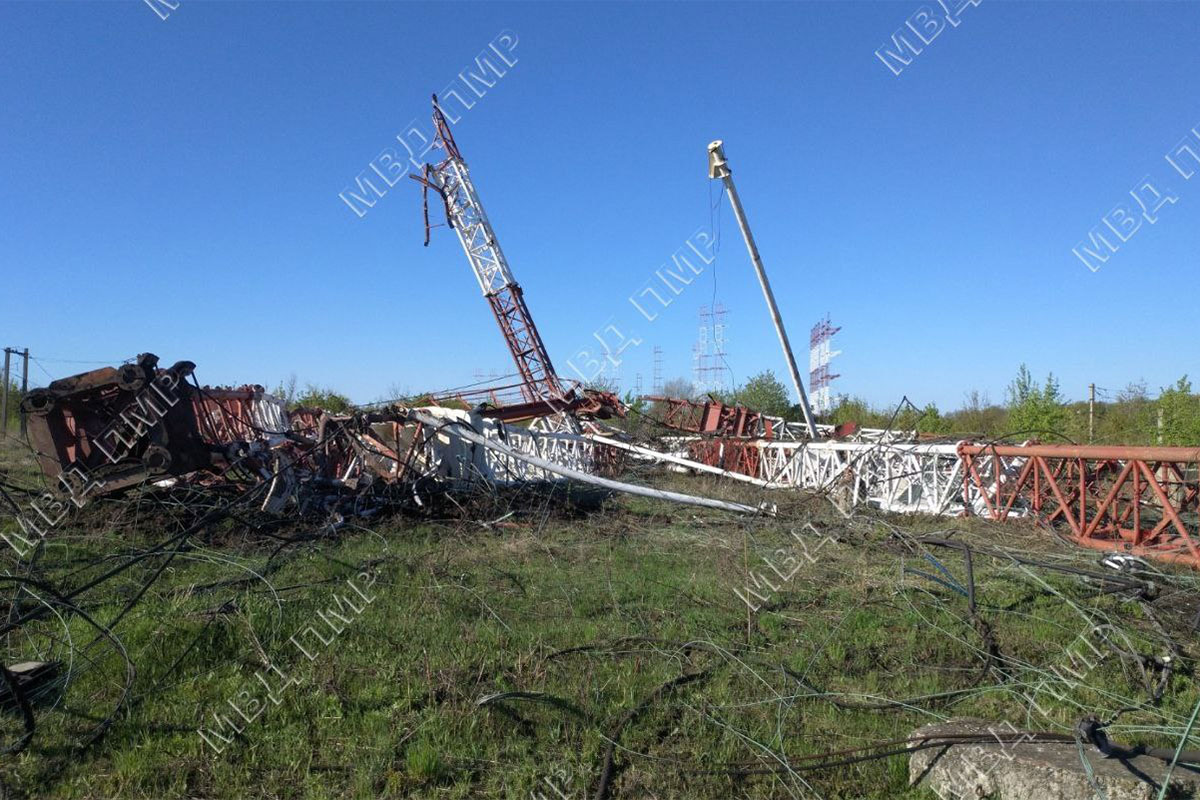
Разрушенные антенны

На следующее утро прогремели взрывы в Приднестровском радиотелецентре, в 06:40 и 07:05, которые вывели из строя две антенны.
27 апреля Министерство внутренних дел Приднестровья сообщило, что несколько дронов пролетели над селом Колбасна и обстреляли его. Министерство заявило, что дроны прибыли из Украины. В Колбасной находится один из крупнейших военных складов в Европе — он находится под контролем Оперативной группы российских войск в Приднестровском регионе Республики Молдова (правопреемница 14-й гвардейской общевойсковой армии).
6 мая в 09:40 в населённом пункте Воронцово прогремело 4 взрыва на территории заброшенного аэродрома. По заявлениям местных властей, предполагается, что как минимум два дрона обстреляли аэродром, пролетая над населённым пунктом. Через час инцидент повторился.